# Xã Afton, Quận Fulton, Arkansas
Xã Afton (tiếng Anh: Afton Township) là một xã thuộc quận Fulton, tiểu bang Arkansas, Hoa Kỳ. Năm 2010, dân số của xã này là 650 người.